# Coffea humilis
Coffea humilis är en måreväxtart som beskrevs av Auguste Jean Baptiste Chevalier. Coffea humilis ingår i släktet Coffea och familjen måreväxter. Inga underarter finns listade i Catalogue of Life.